# Верни ще останем
„Верни ще останем“ е български игрален филм (драма, военен) от 1989 година на режисьора Андрей Малюков. Оператори са Юри Клименко и Валентин Пиганов. Музиката във филма е композирана от Иржи Суст.

## Сюжет
Героите във филма са шестима интербригадисти, участвали в Испанската гражданска война и във Великата отечествена война. Сред темите, които филмът третира са интернационалната бойна дружба и последиците от култа към личността.

## Актьорски състав
- Игор Волков
- Ваня Цветкова – Лиляна Тошева
- Васил Попилиев
- Николай Бинев